# Illice albizonea
Illice albizonea là một loài bướm đêm thuộc phân họ Arctiinae, họ Erebidae.